# Blacus errans
Blacus errans är en stekelart som först beskrevs av Christian Gottfried Daniel Nees von Esenbeck 1811.  Blacus errans ingår i släktet Blacus och familjen bracksteklar. Arten är reproducerande i Sverige. Inga underarter finns listade.